# يشلكول
يشلكول هي بحيرة مياه عذبة في مقاطعة بدخشان الجبلية ذاتية الحكم، في جنوب شرق طاجيكستان، تبعد بـ130 كيلومتر (81 ميل) شرق عاصمة المقاطعة خورو. تقع في وادي غونت العلوي لجبال بامير، وتبلغ مساحتها 3,600 هكتار (8,900 أكر) مع أقصى عمق 52 متر (171 قدم) . تقع على بعد 1.5 كيلومتر (0.93 ميل) من بحيرة مماثلة، بولونكول، وكلاهما محاط بأراضي رطبة أخرى بالإضافة إلى السهول الرملية والحصوية. تشكل البحيرة جزءًا من بحيرات وجبال بولونكول ويشكول.